# Гофф (Канзас)
Гофф (англ. Goff) — місто (англ. city) в США, в окрузі Немага штату Канзас. Населення — 106 осіб (2020).

## Географія
Гофф розташований за координатами 39°39′51″ пн. ш. 95°55′54″ зх. д. / 39.66417° пн. ш. 95.93167° зх. д. (39.664112, -95.931775).  За даними Бюро перепису населення США в 2010 році місто мало площу 0,53 км², уся площа — суходіл.

## Демографія
Згідно з переписом 2010 року, у місті мешкало 126 осіб у 49 домогосподарствах у складі 34 родин. Густота населення становила 236 осіб/км².  Було 62 помешкання (116/км²).
Расовий склад населення:
| - 90,5 % — білих - 1,6 % — корінних американців - 0,8 % — азіатів |

До двох чи більше рас належало 7,1 %. Частка іспаномовних становила 0,8 % від усіх жителів.
За віковим діапазоном населення розподілялося таким чином: 34,1 % — особи молодші 18 років, 50,8 % — особи у віці 18—64 років, 15,1 % — особи у віці 65 років та старші. Медіана віку мешканця становила 33,3 року. На 100 осіб жіночої статі у місті припадало 133,3 чоловіків;  на 100 жінок у віці від 18 років та старших — 124,3 чоловіків також старших 18 років.
За межею бідності перебувало 35,1 % осіб, у тому числі 62,1 % дітей у віці до 18 років та 10,5 % осіб у віці 65 років та старших.
Цивільне працевлаштоване населення становило 32 особи. Основні галузі зайнятості: мистецтво, розваги та відпочинок — 31,3 %, виробництво — 15,6 %, освіта, охорона здоров'я та соціальна допомога — 15,6 %.